# タツモ
タツモ株式会社は、岡山県岡山市北区に本社を置く半導体製造装置・液晶関連装置メーカーである。パワー半導体向けの貼合・剥離装置では、世界の市場占有率の約9割を占める。

## 沿革
1972年2月26日、関連会社の企画部門から設計技術者3名が独立し、岡山県井原市に、電子機器部品の製造や修繕を行うタツモ株式会社を設立した。タツモ（龍雲）の社名は、創業者に所縁のある僧侶の名から採られている。1980年に、半導体製造用全自動レジスト塗布装置を開発し、半導体関連分野に進出。翌年からは東京応化工業を通じて同装置の販売を開始した。2004年7月に日本証券業協会に株式を店頭公開。同年12月にJASDAQ市場に上場。その後上場市場は2018年3月に東京証券取引所第二部、同年9月に東証一部、2022年4月に東証プライム市場に変更している。本社は業容拡大に合わせ1982年1月と1990年7月に井原市内で2度移転したのち、2019年12月に岡山市の岡山リサーチパークに移転した。

## 事業
半導体製造装置・ウェハー搬送装置・洗浄装置・液晶ディスプレイ向けのコーター部門からなる「プロセス事業」、「金型・樹脂成形事業」、「表面処理用機器事業」の3つの事業セグメントで構成され、このうちプロセス事業が売上高の79%を占める主力事業となる。表面処理用機器事業は16%、金型・樹脂成形事業は5%である。
1980年に開発した、半導体ウェハー向けレジスト塗布装置の技術を応用し、1989年には液晶用カラーフィルター製造装置を開発した。四角い基盤に遠心力でレジストを塗布すると四隅にムラができるため、当時は真空を用いた技術が主流になりつつあったが、基盤を密閉空間に収め、その空間ごと回転させる方法を考案した。